# 구다라 화물 터미널역
구다라역(일본어: 百済駅)은 일본 오사카부 오사카시 히가시스미요시구에 있는 철도역이다. 일본화물철도(JR 화물)의 화물 전용역이다.
1909년 4월 1일부터 1945년 무렵까지 간사이 본선의 히라노 ~ 덴노지 노선에 있던 여객역이었다. 1963년 간사이 본선 화물지선의 화물역으로 바뀐 이후, 1989년 11월 11일, 인근에 도부시조마에역이 개업하였다. JR 화물 우메다역의 기능이 이 역으로 이전됨에 따라 2006년부터 역설비 개수작업이 이뤄지고 있다.

## 화물
- 컨테이너 화물
  - 12피트 컨테이너, 20ft·30ft 대형 컨테이너
- 임시 차취급 화물
- 산업폐기물

## 역 구조
2면의 컨테이너 홈, 3 컨테이너 하역선, 유치선(留置線),착발선(着発線)등이 있다.

## 역주변
- 오사카 시 중앙 도매시장 동부 시장
- 도부시조마에역
- 국도 25호선

## 역사
- 1963년 10월 1일 영업 개시.
- 1964년 11월 24일 오사카 시 중앙도매시장 동부시장으로의 화물선으로서 구다라 역 구다라 시장간에 노선 개통
- 1984년 2월 1일 구다라 ~ 구다라 시장간 하물선 폐지

## 역명 유래
사실 구다라 역의 이름인 '구다라'는 '백제'라는 뜻이다.

## 개수작업 개요
- 전체 역공간의 확장（현재 13.6ha→공사후 15.1ha）
- 현 설비를 없애고 컨테이너 홈 2면, 차취급 화물 홈 1면,혼재홈 1면,발착선,유치선등의 정비
- （구）쇼가쿠지 신호소～히라노 역 사이의 간사이 본선 북쪽에 화물전용선 신설
- 화물전용선 신설에 따라, 히라노 역 역사및 히로노 역 부근의 배선의 정비
- 구다라 역 아래의 히로노바바 지하도를 확장하여 양방통행이 가능하도록 한다.(현재 북쪽방향으로 일방통행)
- 역구내및 화물선의 직류화
- 2010년도 완료예정

## 인접역
| 일본화물철도 간사이 본선 | 일본화물철도 간사이 본선 | 일본화물철도 간사이 본선 |
| ------------------------ | ------------------------ | ------------------------ |
| 히라노 방면              | 화물 열차                | 시·종착역                |
| 여객 영업은 하지 않음.   |                          |                          |